# Club Esportiu Puig-reig
El Club Esportiu Puig-reig és un club de futbol català de la ciutat de Puig-reig, al Berguedà.

## Història
El CE Puig-reig va ser fundat l'any 1916. Dos anys abans, el 1914, una colla de joves va començar a organitzar els primers partits de futbol a l'era de la casa de la Sala, on actualment hi ha la plaça Nova. Aquesta colla de joves eren liderats per Faustí Llaveries, que en aquells moment tenia 17 i estudiava medicina a Barcelona, on anava a veure els partits del F.C. Barcelona amb el seu oncle, que n'era un dels directius. A mesura que creixia l'afició pel futbol van buscar un nou emplaçament per jugar a l'esplanada davant de les escoles Alfred Mata, on actualment hi ha la plaça Mestre Badia i van començar les competicions amb equips de la comarca. Com que no hi havia vestidors, els jugadors venien equipats de casa, i més endavant es van poder canviar en un local que hi havia al primer pis de sobre el cafè Sporty, i més endavant als lavabos del Cafè Nou. L'equipació d'aquella època era diferent de l'actual: samarreta amb ratlles blanques i violetes i pantalons negres.
La primera junta, el 1916, va ser presidida per Valentí Serra, i el primer equip estava format per Marià Calsina, el Freixa de cal Marçal, el Ros de Belenguera, Àngel Serra, Antoni Coma, Joan Tort (Nel), el Valentí de cal Tena, el Santfeliu, Quico Huch, el Grapa, el Brià, Grífol Cardona i Climent Arnau, entre d'altres. Fins al 1922 els jugadors es pagaven els mallots, fins que la família Ballarà, de la pastisseria Ballarà, va pagar l'equipació incloses les botes.
El 1923 es va inaugurar el camp d'esports als terrenys de Cal Prat, al mateix lloc on és avui. La construcció es va poder fer gràcies al treball voluntari dels membres del club i aficionats de Puig-reig.
Tot i que inicialment el club fou conegut com a FC Puig-reig, ja als anys 30 rebia la denominació de CE Puig-reig.
L'època daurada del club la visqué durant els anys 50 i 60, quan l'equip jugà durant 11 temporades a la Tercera Divisió, al costat dels grans clubs modestos del futbol català. Les millors classificacions en aquesta categoria foren dues sisenes posicions assolides els anys 1961 i 1963.
Des d'aleshores, el club ha jugat a les diferents categories territorials catalanes amb èpoques més bones i de més dolentes, com la patida l'any 1985.
El 2005 es va instal·lar gespa artificial al camp.

## Temporades
- 1954-55: 3a Divisió 9è
- 1955-56: 3a Divisió 10è
- 1956-57: 3a Divisió 18è
- 1957-58: 3a Divisió 9è
- 1958-59: 3a Divisió 12è
- 1959-60: 3a Divisió 13è
- 1960-61: 3a Divisió 6è
- 1961-62: 3a Divisió 8è
- 1962-63: 3a Divisió 6è
- 1963-64: 3a Divisió 20è
- 1965-66: 3a Divisió 20è